# Хомер (Мичиген)
Хомер (енгл. Homer) град је у америчкој савезној држави Мичиген.

## Демографија
По попису из 2010. године број становника је 1.668, што је 183 (-9,9%) становника мање него 2000. године.
| Група             | 2000.         | 2010.         |
| Белци             | 1.768 (95,5%) | 1.596 (95,7%) |
| Афроамериканци    | 5 (0,3%)      | 5 (0,3%)      |
| Азијати           | 2 (0,1%)      | 6 (0,4%)      |
| Хиспаноамериканци | 40 (2,2%)     | 47 (2,8%)     |
| Укупно            | 1.851         | 1.668         |